# Национал-социалистический союз школьников
Национал-социалистический союз школьников (нем. Nationalsozialistischer Schülerbund), известный под аббревиатурой NSS и реже NSSB, был нацистской партийной организацией для учеников начальной школы, обеспечивающей студенческий совет и систему защиты детей в Германии с 1929 по 1933 год.

## История
Союз начал свою деятельность примерно в 1927 году как Гитлерюгенд-Шюлергруппен (нем. Hitler Jugend-Schülergruppen). Он был основан как Nationalsozialistischer Schülerbund Адрианом фон Рентельном в 1929 году путём объединения разрозненных групп под одной властью.
В 1929 году фон Рентельн стал лидером Гитлерюгенда, организации, которую он явно поддерживал и которой он давал всё более широкие полномочия. Фон Рентельн оставался лидером (рейхсфюрером) Национал-социалистического союза школьников до 16 июня 1932 года.
Деятельность NSS была направлена на маленьких детей школьного возраста, которые впоследствии стали предвестниками нацизма.
Национал-социалистический союз школьников был объединён с Гитлерюгендом 20 мая 1933 года. Данное мероприятие было отмечено молодёжным праздником.